# حسن رضا خزاعی

حسن رضا خزاعی

حسن رضاخزاعی (زادهٔ ۲۴ آبان ۱۳۴۰) ملی پوش سابق تیم ملی بسکتبال ایران بین سالهای ۶۱ تا ۷۴ است. وی بسکتبال را از سال ۵۹ در زادگاهش بیرجند آغاز کرد و پس از حضور در تیم خراسان و قهرمانی در مسابقات کشوری به تیم ملی بسکتبال ایران دعوت شد و حضورش در تیم ملی تا سال ۷۴ ادامه داشت.

## منبع
- فهرست مشاهیر ایرانی[پیوند مرده]
- امور استانها ، I.R. IRAN Basketball Federation، Official website
- مشاهیر ورزش استان خراسان
- تاریخچه ورزش